# Gran Orlando
El área metropolitana de Orlando, Gran Orlando (en inglés Greater Orlando), Metro Orlando o  área estadística metropolitana de Orlando-Kissimmee-Sanford, FL MSA como la denomina oficialmente la Oficina de Administración y Presupuesto, es un área estadística metropolitana centrada en la ciudad de Orlando, en el estado estadounidense de Florida. El área metropolitana tiene una población de 2 134 411 habitantes según el censo de 2010, convirtiéndola en la 26.º área metropolitana más poblada de los Estados Unidos.

## Composición
Los 4 condados del área metropolitana, junto con su población según los resultados del censo 2010:
- Lake – 297 052 habitantes
- Orange – 1 145 956 habitantes
- Osceola – 268 685 habitantes
- Seminole – 422 718 habitantes

### Área estadística metropolitana combinada
El área estadística metropolitana combinada de Orlando-Deltona-Daytona Beach, FL CSA está formada por el área metropolitana de Orlando junto con:
- El área estadística metropolitana de Deltona-Daytona Beach, FL MSA, situada en el condado de Volusia con 494.593 habitantes;
- El área estadística metropolitana de Palm Coast, FL MSA, situada en el condado de Flagler con 95.696 habitantes; y
- El área estadística micropolitana de The Villages, FL µSA, situada en el condado de Sumter con 93.420 habitantes;

totalizando 2 818 120 habitantes en un área de 17 081 km².

## Principales comunidades del área metropolitana
Ciudades principales 
- Orlando
- Kissimmee
- Sanford

Otras comunidades con más de 10.000 habitantes 
| - Altamonte Springs - Apopka - Azalea Park - Buenaventura Lakes - Casselberry - Citrus Ridge - Clermont - Conway - Daytona Beach - DeLand - Deltona | - Eustis - Fairview Shores - Goldenrod - Hunters Creek - Lady Lake - Lake Mary - Leesburg - Lockhart - Longwood - Maitland - Meadow Woods | - Mount Dora - Oak Ridge - Ocoee - Oviedo - Pine Hills - Poinciana - Saint Cloud - Tavares - Union Park - Wekiwa Springs - Winter Garden | - Winter Park - Winter Springs |

Comunidades con menos de 10.000 habitantes 
| - Altoona - Astatula - Astor - Bay Lake - Bay Hill - Bithlo - Belle Isle - Campbell - Celebration - Christmas - Chuluota - Doctor Phillips - Eatonville - Edgewood - Ferndale - Fern Park | - Fruitland Park - Geneva - Gotha - Groveland - Heathrow - Holden Heights - Howey-in-the-Hills - Lake Buena Vista - Lake Butler - Lake Hart - Lake Helen - Lake Kathryn - Lake Mack-Forest Hills - Lisbon - Mascotte - Midway | - Minneola - Montverde - Mount Plymouth - Oakland - Okahumpka - Orange City - Orlo Vista - Paisley - Paradise Heights - Pine Castle - Pittman - Silver Lake - Sky Lake - Sorrento - South Apopka - Southchase | - Taft - Tangelo Park - Tangerine - Tildenville - Umatilla - University Park - Vineland - Wedgefield - Williamsburg - Windermere - Yalaha - Yeehaw Junction - Zellwood |